# Sylvia Ng
Sylvia Ng Meow Eng (* 24. September 1949 in Johor Bahru) ist eine ehemalige Badmintonspielerin aus Malaysia.

## Karriere
Ihren ersten großen internationalen Erfolg feierte Sylvia Ng 1969 bei den Südostasienspielen, wo sie das Dameneinzel für sich entscheiden konnte. Vier Jahre später war sie bei der gleichen Veranstaltung im Dameneinzel erneut erfolgreich. 1970 gewann sie bei den Belgian International die Mixedwertung mit Ng Boon Bee. Bei den Asienspielen war sie 1970 ebenfalls mit Bee im Mixed erfolgreich und wurde Dritte im Einzel. Mit Bee siegte sie ein Jahr später auch bei den Canada Open im Mixed.
Bei den Commonwealth Games erkämpfte sie sich 1974 die Bronzemedaille im Damendoppel gemeinsam mit Rosalind Singha Ang. Die Asienspiele 1974 beendete sie ohne Medaille, nachdem es im Vorfeld Querelen darum gegeben hatte, dass Ng nicht für das Einzel gesetzt worden war. 1977 erkämpfte sie sich als letzten großen Erfolg noch einmal Gold bei den Südostasienspielen.